# Lijst van leden van de Kantonsraad van Zwitserland uit het kanton Bern

Vlag van Bern.

Dit artikel bevat een lijst van leden van de Kantonsraad van Zwitserland uit het kanton Bern.
Bern heeft zoals de meeste kantons twee vertegenwoordigers in de Kantonsraad.

## Lijst
| Naam                    | Partij/fractie           | Ambtsperiode                  | Geboren | Overleden |
| ----------------------- | ------------------------ | ----------------------------- | ------- | --------- |
| Paul Migy               | radicalen                | 1848-1851                     | 1814    | 1879      |
| Niklaus Niggeler        | radicalen                | 1848-1850 1855-1860           | 1817    | 1872      |
| Eduard Eugen Blösch     | katholiek-conservatieven | 1850-1851                     | 1807    | 1866      |
| Christoph Albert Kurz   | katholiek-conservatieven | 1851-1854                     | 1806    | 1864      |
| Abraham Boivin          | katholiek-conservatieven | 1851-1855                     | 1815    | 1885      |
| Jakob Stämpfli          | radicalen                | 1854                          | 1820    | 1879      |
| Aimé Rossel             | radicalen                | 1856                          | 1820    | 1877      |
| Karl Schenk             | radicalen                | 1857-1863                     | 1823    | 1895      |
| Jakob Leuenberger       | radicalen                | 1860-1861                     | 1823    | 1871      |
| Johann Ulrich Lehmann   | radicalen                | 1862-1865                     | 1817    | 1876      |
| Christian Sahli         | radicalen                | 1864-1866 1868-1874 1879-1885 | 1825    | 1897      |
| Johann Sessler          | radicalen                | 1865-1868                     | 1822    | 1897      |
| Karl Gustav König       | parteilos                | 1867-1868                     | 1828    | 1892      |
| Johann Weber            | radicalen                | 1868-1875                     | 1828    | 1878      |
| Constant Bodenheimer    | radicalen                | 1874-1878                     | 1836    | 1893      |
| Johann Friedrich Hofer  | radicalen                | 1876-1877                     | 1832    | 1894      |
| Johann Friedrich Michel | radicalen                | 1877-1879                     | 1825    | 1889      |
| Alfred Scheurer         | FDP/PLR                  | 1879 1882-1883 1896-1897      | 1840    | 1921      |
| Albert Bitzius          | radicalen                | 1879-1882                     | 1835    | 1882      |
| Charles Albert Gobat    | radicalen                | 1884-1890                     | 1843    | 1914      |
| Friedrich Eggli         | radicalen                | 1885-1895                     | 1838    | 1895      |
| Hermann Lienhard        | FDP/PLR                  | 1890-1895                     | 1851    | 1905      |
| Johannes Ritschard      | FDP/PLR                  | 1895-1903                     | 1845    | 1908      |
| Franz Bigler            | FDP/PLR                  | 1898-1906                     | 1847    | 1919      |
| Niklaus Morgenthaler    | FDP/PLR                  | 1903-1908                     | 1853    | 1928      |
| Gottfried Kunz          | FDP/PLR                  | 1907-1919                     | 1859    | 1930      |
| Adolf von Steiger       | FDP/PLR                  | 1908-1918                     | 1859    | 1925      |
| Leo Merz                | FDP/PLR                  | 1918-1919                     | 1869    | 1952      |
| Paul Charmillot         | FDP/PLR                  | 1919-1932                     | 1865    | 1932      |
| Carl Moser              | BGB/PAD                  | 1919-1935                     | 1867    | 1959      |
| Henri Mouttet           | FDP/PLR                  | 1932-1948                     | 1883    | 1975      |
| Jakob Rudolf Weber      | BGB/PAD                  | 1935-1957                     | 1887    | 1972      |
| Georges Moeckli         | SP/PS                    | 1948-1959                     | 1889    | 1974      |
| Dewet Buri              | BGB/PAD                  | 1957-1971                     | 1901    | 1995      |
| Charles Jeanneret       | FDP/PLR                  | 1959-1967                     | 1892    | 1979      |
| Maurice Péquignot       | FDP/PLR                  | 1967-1979                     | 1918    | 2013      |
| Fritz Krauchthaler      | SVP/UDC                  | 1971-1979                     | 1915    | 2002      |
| Peter Gerber            | SVP/UDC                  | 1979-1987                     | 1923    | 2012      |
| Arthur Hänsenberger     | FDP/PLR                  | 1979-1991                     | 1927    | 2014      |
| Ulrich Zimmerli         | SVP/UDC                  | 1987-1999                     | 1942    |           |
| Christine Beerli        | FDP/PLR                  | 1991-2003                     | 1953    |           |
| Samuel Schmid           | SVP/UDC                  | 1999-2000                     | 1947    |           |
| Hans Lauri              | SVP/UDC                  | 2001-2007                     | 1944    |           |
| Simonetta Sommaruga     | SP/PS                    | 2003-2010                     | 1960    |           |
| Werner Luginbühl        | SVP/UDC later: BDP/PBD   | 2007-2019                     | 1958    |           |
| Adrian Amstutz          | SVP/UDC                  | 2011                          | 1953    |           |
| Hans Stöckli            | SP/PS                    | 2011-2023                     | 1952    |           |
| Werner Salzmann         | SVP/UDC                  | 2019-                         | 1962    |           |
| Flavia Wasserfallen     | SP/PS                    | 2023-                         | 1979    |           |

Afkortingen
- BDP/PBD: Burgerlijk-Democratische Partij
- BGB/PAD: Partij van Boeren, Middenstanders en Burgers, opgegaan in de SVP/UDC
- FDP/PLR: Vrijzinnig-Democratische Partij.De Liberalen, voordien Vrijzinnig-Democratische Partij
- SP/PS: Sociaaldemocratische Partij van Zwitserland
- SVP/UDC: Zwitserse Volkspartij

Bondsraad
Lijst van leden van de Zwitserse Bondsraad · 
Lijst van bondspresidenten van Zwitserland
Nationale Raad
Aargau · 
Appenzell Ausserrhoden · 
Appenzell Innerrhoden · 
Basel-Landschaft · 
Basel-Stadt · 
Bern · 
Fribourg · 
Genève · 
Glarus · 
Graubünden · 
Jura

Luzern · 
Neuchâtel · 
Nidwalden · 
Obwalden · 
Sankt Gallen · 
Schaffhausen · 
Schwyz · 
Solothurn · 
Thurgau · 
Ticino · 
Uri · 
Vaud · 
Wallis · 
Zug · 
Zürich
1983-1987 · 
1987-1991 · 
1991-1995 · 
1995-1999 · 
1999-2003 · 
2003-2007 · 
2007-2011 · 
2011-2015 · 
2015-2019 · 
2019-2023 · 
2023-2027
Voorzitters
Kantonsraad
Aargau · 
Appenzell Ausserrhoden · 
Appenzell Innerrhoden · 
Basel-Landschaft · 
Basel-Stadt · 
Bern · 
Fribourg · 
Genève · 
Glarus · 
Graubünden · 
Jura

Luzern · 
Neuchâtel · 
Nidwalden · 
Obwalden · 
Sankt Gallen · 
Schaffhausen · 
Schwyz · 
Solothurn · 
Thurgau · 
Ticino · 
Uri · 
Vaud · 
Wallis · 
Zug · 
Zürich
1983-1987 · 
1987-1991 · 
1991-1995 · 
1995-1999 · 
1999-2003 · 
2003-2007 · 
2007-2011 · 
2011-2015 · 
2015-2019 · 
2019-2023 · 
2023-2027
Voorzitters